# 闖関東
闖関東（ちんかんとう、簡体字: 闯关东、チュァングヮンドン）  は、中国語で「関東（山海関の東）へ進出する」と言う意味で、19世紀後半から、20世紀前半にかけて行われた山東半島に住む中国人（特に漢民族）の遼東以北への民族移動を指すことが多い。

## 歴史的な背景
山海関の東、つまり「関東」もしくは「関外」の地（現：中国東北部）は、長城以南と比べて開発が遅れていた。清朝は乾隆5年（1740年）に満洲民族の故地である関外に封禁政策を実施し、外部の者とりわけ漢民族が入れないようにした。以来、モンゴル族、満州族などの少数民族の人口比率が高い、人口希薄な地域となっていた。
19世紀後半になり、ロシアがシベリアからオホーツク海まで進出したのを見て、1860年に関外（現：黒竜江省）に派遣されていた特普欽将軍などが朝廷に献策して開放策に転じ、関内からの移民を奨励した。その結果、直隷（現：河北）や山東から、主に土地が少ない、または定住地のない漢民族の人々が移動し、荒地を開墾して住み着くようになった。
1931年の満洲事変までに、数百万規模の人々が関内から移動したといわれている。

## 現代への意義
移民はおもに山東半島の貧しい人々が、新天地を求めて、陸路山海関を通り、あるいは清国北洋艦隊が威海衛（現：威海市）と旅順に軍港を設置後、煙台 - 旅順のフェリーを使っての海路で行なわれた。この結果、遼寧省南部の大連市では、今も老人たちの出身地の大部分が山東省出身者で占められ、大連方言も本来なら山東省周辺で話される膠遼方言群に属している。

## ドラマ化作品
- 大連テレビ局作成の連続テレビドラマ「闖関東」が2008年1月 - 2月に中国遼寧省・大連地区で放送された。山東省で起こった旱魃（）により、ある一家がハルビンまで陸路を使って大移動する様子を描いたもので、次いでCCTV（中国中央テレビ）や他の地方局でも放送された。関連作品である「闖関東中篇」も制作され、2009年8月に北京衛視と浙江衛視で放映された。

## 参考項目
- 満洲
- 中国東北地方
- 山東半島
- 大連闖関東影視基地